# Dance Mania
Dance Mania es un álbum de estudio del músico Tito Puente. El álbum fue añadido al National Recording Registry en el 2002. También aparece en la lista 1001 Albums You Must Hear Before You Die. Se le considera como el mejor y más famoso trabajo discográfico del percusionista estadounidense.

## Antecedentes
Tito Puente ya era un músico de renombre para la época de grabación del disco. El entorno era favorable para los artistas latinos en los Estados Unidos, pues estaba en furor el mambo, comandado por el cubano Pérez Prado y su orquesta. El percusionista era un afamado músico en la escena del jazz.

### Llegada a RCA
El músico neoyorquino firmó contrato con la disquera RCA Victor, que le permitió lanzar algunos discos de jazz latino, que lo hicieron importante entre la comunidad musical latina de los 50's. Sin embargo su importancia trascendió lentamente hasta llegar a ser un ícono en los salones de baile para latinos. 

## Grabación
El disco fue grabado entre noviembre y diciembre de 1957, en la ciudad de Nueva York. Las sesiones iniciaron en los estudios de la RCA, en cumplimiento de la cláusula de exclusividad del contrato entre la disquera y puente.
Está acreditado al grupo Tito Puente And His Orchestra, pero se asocia comúnmente a su director y creativoː Tito Puente. 

### Idioma
Dance Mania fue grabado en español, con la voz del puertorriqueño Santos Colón. Esto significó un precedente histórico ya que, era frecuente que los discos latinos como los de Pérez Prado fueran o bien en inglés, o en el caso de este último, instrumentales. 
La costumbre tenía como fin que los angloparlantes, a quienes iba dirigido principalmente el material, no se sintieran alienados al no entender el contenido de las letras. Fue Tito Puente el que rompió con la tradición, aunque no fue hasta bien entrados los 70's que la música latina se estandarizó en idioma español.

### Estilo
Puente era sobre todo un músico de jazz, pero su trabajo incorporó diversidad de ritmos e influencias. Entre éstas influencias estaba el cha cha cha, el mambo, son montuno, guaguancó, bolero, el propio jazz de Puente, y hasta el bembe, ritmo africano popular en Cuba y presente en la santería.

## Portada
La foto utilizada para el álbum muestra a una mujer de cabello rojo rizado que sonríe y se toca el cabello con su mano izquierda, que a su vez está dentro de un guante negro que llega hasta su codo. Al fondo de la mujer, predomina un tono carmesí que se adecua al color del cabello de la modelo.

## Legado
El álbum es el trabajo más conocido del percusionista, siendo además su trabajo más exitoso. No solo eso, sino que además es el disco latino más exitoso de todos los tiempos, lo cual es un verdadero hito, teniendo en cuenta que en los 70's Willie Colón, Héctor Lavoe, Celia Cruz y similares batieron récords en ventas de sus discos. 
Por su importancia fue seleccionado en el año 2002 para ser preservado en el Registro Nacional de Grabaciones o el N.R.R. (por sus siglas en inglés). Está listado entre los mejores discos latinos de la historia, y también es parte de la lista de 1001 Albums You Must Hear Before You Die.
Se considera que el álbum le abrió las puertas a otros artistas latinos y con ello fue el precursor del movimiento de emigrantes puertorriqueños radicados en Nueva York, que en los años sesenta crearon el sonido salsa.

### Dance Mania, Vol. 2
Fue la continuación natural del disco, que fue publicada en 1960.

### Dance Mania, Legacy Edition
Como conmemoración de los 50 años de su publicación, el disco fue relanzado con material extra, teniendo en total 50 canciones, siendo 12 las originalmente publicadas, y las restantes 38 material inédito relacionado. Fue lanzado en agosto de 2009.

## Canciones
1. "El Cayuco" – 2:33
2. "Complicación" – 3:18
3. "3-D Mambo" – 2:23
4. "Llegó Miján" – 3:10
5. "Cuando Te Vea" – 4:10
6. "Mambo de Hong Kong" – 3:42
7. "Mambo Gozón" – 2:44
8. "Mi Chiquita Quiere Bembé" – 3:55
9. "Varsity Arrastra" – 2:48
10. "Estoy Siempre Junto Un Ti" – 3:10
11. "Agua Limpia Todo" – 2:55
12. "Saca Tu Mujer" – 3:02